# Европейская математическая олимпиада среди девочек
Европейская математическая олимпиада среди девочек (англ.: The European Girls' Mathematical Olympiad (Egmo)) — математическая олимпиада, которая проводится ежегодно с 2012 года среди студенток и школьниц (не только из стран Европы). Соревнование было создано по модели аналогичной олимпиады в Китае (Китайская математическая олимпиада среди девочек), которая проводится с 2002 года и участие в которой также принимают не только представительницы КНР (с 2004 года Россия, в 2007-2012 — США). Задание состоит из шести математических задач, каждая из которых оценивается по семибалльной системе; таким образом, максимальная общая оценка составляет 42 балла. Награды соревнования — золотые, серебряные и бронзовые медали; также похвальные грамоты получают участницы, получившие максимальный балл при решении хотя бы одной из шести задач. 
Первая олимпиада прошла в Кембридже (Великобритания), вторая — в Люксембурге, третья — в Анталье. Критерии отбора в разных странах варьируются, но обычно опираются на результаты национальных математических олимпиад.

## EGMO 2012
Первая олимпиада состоялась в апреле 2012 года в Колледже Мюррей Эдвардс (Кембридж). В соревновании приняли участие 19 стран: Бельгия, Болгария, Великобританя, Венгрия, Индонезия, Ирландия, Италия, Люксембург, Латвия, Нидерланды, Польша, Румыния, Саудовская Аравия, Сербия, США, Турция, Украина, Финляндия и Швейцария.

## EGMO 2013
Вторая олимпиада прошла в апреле 2013  года в Люксембурге; в ней приняли участие 22 страны.

## EGMO 2014
Третья олимпиада была организована в апреле 2014 года в турецкой Антальи, под эгидой Совета Турции по научно-техническим исследованиям (TÜBİTAK). Участие приняли 29 стран.

## EGMO 2015
Четвертая олимпиада состоялась в апреле 2015 года в Минске; в ней приняли участие 19 команд.

## EGMO 2016
Пятая олимпиада прошла в апреле 2016 года в Буштени (Румыния); 39 команд-участниц.

## EGMO 2017
Шестая олимпиада состоялась в апреле 2017 года в Цюрихе (44 команды).

## EGMO 2018
Седьмая олимпиада была организована в апреле 2018 года во Флоренции (52  команды).

## EGMO 2019
Восьмая олимпиада прошла в апреле 2019 года в Киеве.

## EGMO 2020
Девятую олимпиаду предполагалось провести в  in Egmond aan Zee (Нидерланды). Однако из-за пандемии COVID-19 соревнование было проведено виртуально, с 15 по 21 апреля 2020.

## EGMO 2021
Юбилейная, десятая олимпиада прошла в Кутаиси, в Кутаисском государственном университете имени Акакия Церетели в апреле 2021 года. Первые четыре места заняли представительницы России; при этом три из них получили максимальную оценку — 42 балла из 42.